# Andrew R. Jones
Andrew R. Jones é um supervisor de efeitos visuais estadunidense. Foi indicado ao Óscar em duas ocasiões: I, Robot (2004) e Avatar (2009).

## Filmografia
- World War Z (2013)
- Avatar (2009)
- I, Robot (2004)
- Final Fantasy: The Spirits Within (2001)
- Godzilla (1998)
- Titanic (1997)